# Levy Rozman
Levy Rozman (nascut el 5 de desembre de 1995), conegut en línia com a GothamChess, és un Mestre Internacional i comentarista d'escacs. Produeix contingut a les plataformes en línia Twitch i YouTube.

## Primers anys de vida
Rozman va néixer a Brooklyn, Nova York, el 5 de desembre de 1995 i de petit va viure tant a Nova York com a Nova Jersey. Va començar a jugar als escacs als 6 anys com a activitat extraescolar i va jugar el seu primer torneig als 7 anys. Rozman va aconseguir els títols de Mestre Nacional el 2011 a través de la Federació d'Escacs dels Estats Units, Mestre FIDE el 2016 i Mestre Internacional el 2018. Rozman va començar com a entrenador d'escacs escolar el 2014.

## Carrera en línia
Rozman és un streamer de Twitch i YouTuber. A 2 d'octubre de 2021, té el canal d'escacs més subscrit a YouTube, amb 1,18 milions de subscriptors. Rozman treballa estretament amb Chess.com i forma part de la seva col·laboració en streaming des del 2017. Rozman és un comentarista habitual de la plataforma, analitzant tornejos com el PogChamps i el Torneig de Candidats 2020.
Com moltes personalitats dels escacs en línia, Rozman va experimentar un augment de creixement durant la pandèmia de la COVID-19, especialment després de l'estrena de The Queen's Gambit. Rozman té diversos vídeos amb més d'un milió de visualitzacions. Aquests inclouen una visió general d'instruccions d'obertura on s'explica com jugar el gambit de dama i un vídeo on juga contra el bot Beth Harmon a Chess.com. Ha fet explicacions en profunditat de les partides disputades a la sèrie. El canal de YouTube de Rozman va assolir 1 milió de subscriptors l'1 de juny de 2021.
Rozman va entrar a les notícies internacionals el març de 2021 quan va ser derrotat per un jugador d'escacs indonesi sobrenomenat Dewa_Kipas o "Déu dels fans". Rozman va sospitar que el seu oponent estava fent trampes i va informar el compte del seu oponent a l'equip de joc net de Chess.com. El compte de Dewa_Kipas es va tancar més tard per fer trampes (i Dewa_Kipas més tard no va poder jugar a un alt nivell en una sèrie de partides en directe), que va provocar una reacció dels internautes indonesis i va provocar que Rozman fos assetjat a les xarxes socials. Més tard, Rozman va passar a privat als seus comptes de xarxes socials i va fer una breu pausa de la transmissió.

## Filantropia
El 14 d'octubre de 2021, Rozman va anunciar el fons de beques Levy Rozman, a través del qual dona 100.000 dòlars als programes d'escacs de primària, i secundària. El fons és administrat per ChessKid, una filial de Chess.com, i les escoles poden rebre entre 5.000 i 15.000 dòlars per pagar els costos d'entrenament, les taxes de torneig i les despeses de viatge.